# Посёлок подсобного хозяйства Минзаг
Посёлок подсобного хозяйства Минзаг — населённый пункт в Троицком административном округе Москвы (до 1 июля 2012 года в составе Подольского района Московской области). Входит в состав поселения Краснопахорское.
Посёлок подсобного хозяйства Минзаг расположен на левом берегу Пахры примерно в 14 км к западу от центра города Подольска. В 2 км западнее посёлка проходит Калужское шоссе. Ближайшие населённые пункты — деревни Раево и Подосинки.
Название населённого пункта представляет акроним словосочетания «Министерство заготовок СССР».

## Население
| 2002 | 2006 | 2010 |
| ---- | ---- | ---- |
| 384  | ↘350 | ↘249 |

Согласно всероссийской переписи населения, в 2002 году в посёлке проживало 384 человека (170 мужчин и 214 женщин).

## Улицы
В посёлке расположены следующие улицы и территории:
- Территория ДСПК Шурави
- Заречная улица
- Каштановая улица
- Светлая улица
- Солнечная улица
- Сосновая улица
- Стародачная улица

## Известные уроженцы посёлка
А. Ю. Шишонин (род. 1978) — врач, кандидат медицинских наук, специалист в области хирургии, педиатрии и мануальной терапии, руководитель собственной клиники «Клиника доктора Шишонина», создатель медицинской методики «Шейно-церебральной терапии», автор нескольких патентов в области медицины.